# Île Zacatillo
L'île Zacatillo est une île du golfe de Fonseca , dans l'océan Pacifique à la frontière sud-est de la république du Salvador. Elle appartient administrativement au département de La Unión.
Sa superficie approximative est de 400 hectares (ce qui correspond à 4 km²), ce qui en fait la deuxième plus grande île salvadorienne, à 9 km du port de La Unión. Ses habitants, environ 2.000 personnes vivent d'activités liées à la mer, essentiellement de la pêche. L'île était autrefois utilisée comme prison, ce qui lui a valu le surnom de "L'Alcatraz du Salvador" .